# Куршенский район
Куршенский район (лит. Kuršėnų rajonas) — административно-территориальная единица в составе Литовской ССР, существовавшая в 1950—1962 годах. Центр — город Куршенай.
Куршенский район был образован в составе Шяуляйской области Литовской ССР 20 июня 1950 года. В его состав вошли 26 сельсоветов Куршенского уезда.
28 мая 1953 года в связи с ликвидацией Шяуляйской области Куршенский район перешёл в прямое подчинение Литовской ССР.
31 марта 1962 года Куршенский район был упразднён, а его территория передана в Шяуляйский район.